# Bror Carlsson

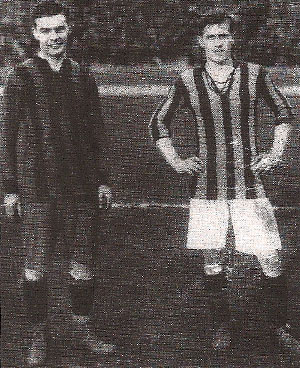
Bror Carlsson (rechts) mit Gustav Björk von Hammarby IF am Rande des Finalspiels um die Svenska Mästerskapet 1922

Bror „Brollan“ Oscar Eugen Carlsson (* 28. Juni 1897 in Göteborg; † 20. Februar 1986 in Göteborg) war ein schwedischer Fußballspieler. Der Stürmer, 1922 mit dem Göteborger Klub GAIS schwedischer Meister, bestritt 1923 bis 1924 sechs Länderspiele für die schwedische Nationalmannschaft.

## Werdegang
Carlsson begann mit dem Fußballspielen bei IK Virgo. Später spielte er mindestens in den 1920er Jahren für den Göteborger Klub GAIS. Mit der Mannschaft um Fritjof Hillén, Nils Karlsson und Douglas Krook erreichte er 1922 das Endspiel um die vor Einführung der Allsvenskan als landesweiter Spielklasse mit der Spielzeit 1924/25 noch im Pokalmodus ausgetragene Svenska Mästerskapet. Beim 3:1-Erfolg über den Stockholmer Verein Hammarby IF erzielte er alle drei Tore für seine Mannschaft. Drei Jahre später gehörte der Verein zu den Gründungsmitgliedern der neuen Spielklasse, da der Meistertitel dort anfangs nicht vergeben wurde, blieb er trotz eines ersten Platzes in der Debütsaison ohne weiteren Titel. 1926 verließ er den Verein und blieb auch beim Lokalrivalen Örgryte IS neben Sven Rydell und Carl-Erik Holmberg ein regelmäßiger Torschütze, wo er mindestens bis Ende der 1920er Jahre auflief.
1923 berief das Auswahlkomitee des Svenska Fotbollförbundet Carlsson als Auswahlspieler in die schwedische Nationalmannschaft. Im Juni des Jahres debütierte er für seine Farben beim 5:4-Erfolg über die finnische Auswahlmannschaft, dabei erzielte er den Treffer zur zwischenzeitlichen 3:2-Führung. Bis zum folgenden Jahr bestritt er insgesamt sechs Länderspiele, dabei erzielte er insgesamt zwei Tore.
Über das weitere Leben Carlssons – insbesondere auch abseits des Fußballplatzes – ist derzeit nichts bekannt.